# Mathias Freund
Mathias Freund (* 4. August 1949 in Schellerten; † 8. September 2023 in Hamburg) war ein deutscher Hämatologe und Onkologe sowie Hochschullehrer.

## Leben
Mathias Freund studierte von 1968 bis 1974 Humanmedizin an der Eberhard Karls Universität Tübingen, wobei er durch die Studienstiftung des Deutschen Volkes gefördert wurde. Nachdem er 1976 seine Approbation als Arzt erhalten hatte, absolvierte er 1981 seine Facharztprüfung als Internist mit der Teilgebietsbezeichnung Hämatologie und Onkologie. 1981 bis 1982 war er im Sanitätsdienst der Bundeswehr tätig. In den Jahren von 1982 bis 1994 war er Leitender Oberarzt an der Medizinischen Hochschule Hannover und stieg bis zum Außerplanmäßigen Professor, später Ordentlicher Professor, auf. 1988 habilitierte er sich. Ab 1994 bis zu seiner Emeritierung im Jahr 2012 leitete er die Klinik für Hämatologie, Onkologie und Palliativmedizin der Universitätsmedizin Rostock.
Während seiner Karriere gründete Freund im Jahr 2010 den Arbeitskreis „AYAROSA“ in Rostock. 1996 bis 2013 war er Vorsitzender der Krebsgesellschaft Mecklenburg-Vorpommern. Er war in mehreren wissenschaftlichen Fachgesellschaften in Deutschland, Europa und den USA aktiv. Von 2012 bis 2015 war er Geschäftsführender Vorsitzender der Deutschen Gesellschaft für Hämatologie und Medizinische Onkologie e.V. (DGHO) und zuvor 1996 bis 2012 Sekretär der Gesellschaft. 2014 war er Mitbegründer der „Deutschen Stiftung für junge Erwachsene mit Krebs“. Freund gehörte zu den Initiatoren des Biomedizinischen Forschungszentrums Rostock und war Gründer mehrerer Forschungsunternehmen.
Sein wissenschaftliches Engagement spiegelt sich in 333 Artikel in Zeitschriften, 53 Bücher, Supplementbände und Monographien sowie 88 Buchbeiträge wider, insbesondere zu Themen der akuten und chronischen Leukämien, Lymphome, Zytokine, Hämostaseologie, Knochenmark- und Blutstammzelltransplantation, Stammzellforschung und Regenerativen Medizin.
Für seine Verdienste wurde er im Jahr 2022 mit dem Verdienstorden der Bundesrepublik Deutschland am Bande ausgezeichnet.